# 1887
1887 (MDCCCLXXXVII) byl rok, který dle gregoriánského kalendáře započal sobotou.

## Události

### Česko
- 13. března – První zkouška veřejného osvětlení v Jindřichově Hradci.
- 23. května – V Písku a v Jindřichově Hradci uvedeno do provozu první české veřejné elektrické osvětlení celoměstského významu.
- 8. srpna – V Praze byl založen Český klub filatelistů, předchůdce Svazu českých filatelistů
- 3. listopadu – Zahájení pravidelného provozu na železniční trati 225 - úsek z Jihlavy do Veselí nad Lužnicí.
- 4. října – Otevřena Knihovna Uměleckoprůmyslového musea v Praze

### Svět
- 28. ledna – Začala výstavba základů Eiffelovy věže v Paříži
- 23. února – Při zemětřesení na francouzské riviéře zahynulo několik set lidí.
- 28. září – V Číně na Žluté řece začaly povodně, které si vyžádaly 900 000 – 2 000 000 obětí.
- Ludvík Lazar Zamenhof publikoval základy esperanta
- První elektrická tramvajová linka byla zahájena v Budapešti – Tramvajová doprava v Budapešti
- Alfred Nobel patentoval bezdýmý střelný prach (kordit)
- V Egyptě byly objeveny El-amarnské dopisy – 382 klínopisných tabulek ze 14. století př. n. l.

## Vědy a umění
- 5. únor – V milánském operním domě La Scala měla premiéru Verdiho opera Otello.
- 4. říjen – Knihovna Uměleckoprůmyslového musea v Praze otevřela pro veřejnost
- 23. listopadu – První operní premiérou v Americe byla The Trumpeter of Suckingen v New Yorku
- 1. prosince – Vyšla knížka Conana Doyla Studie v šarlatové (A Study in Scarlet)), kde se poprvé představil detektiv Sherlock Holmes
- 2. prosince – V Amsterdamu otevřeli Oscar Carrés Circus Theater
- V Národním divadle byla uvedena hra Ladislava Stroupežnického Naši furianti
- Heinrich Rudolf Hertz podal důkaz šíření bezdrátových vln

## Knihy
- Arthur Conan Doyle – Studie v šarlatové ( vyšla 1.12.1887)
- Jules Verne – Cesta do Francie
- Jules Verne – Gil Braltar
- Jules Verne – Sever proti Jihu
- Oscar Wilde – Strašidlo cantervillské

## Sport
1. prosince – James Naismith vytvořil hru zvanou basketbal, publikoval 13 pravidel basketbalu [zdroj?]

## Narození
Automatický abecedně řazený seznam viz Kategorie:Narození v roce 1887

### Česko

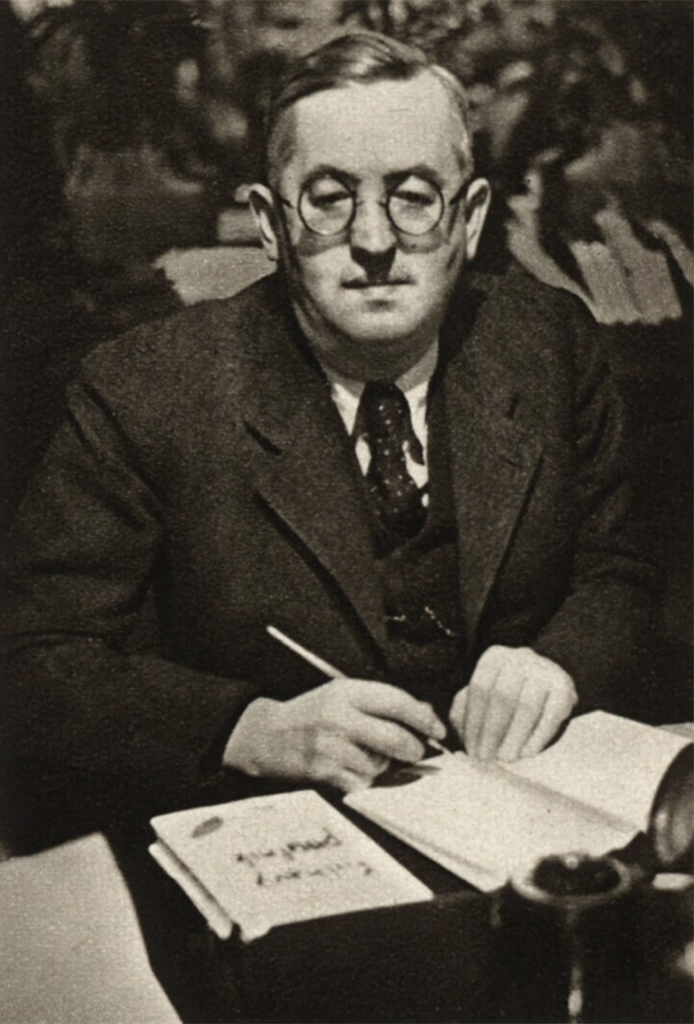
Josef Čapek (* 28. března)

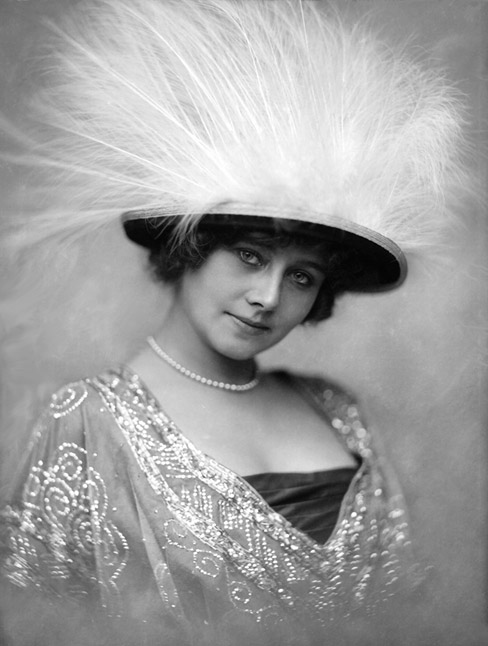
Andula Sedláčková (* 29. září)

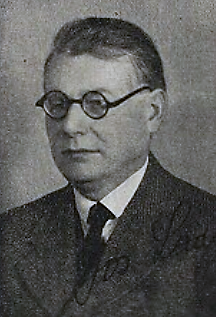
Josef Lada (* 17. prosince)

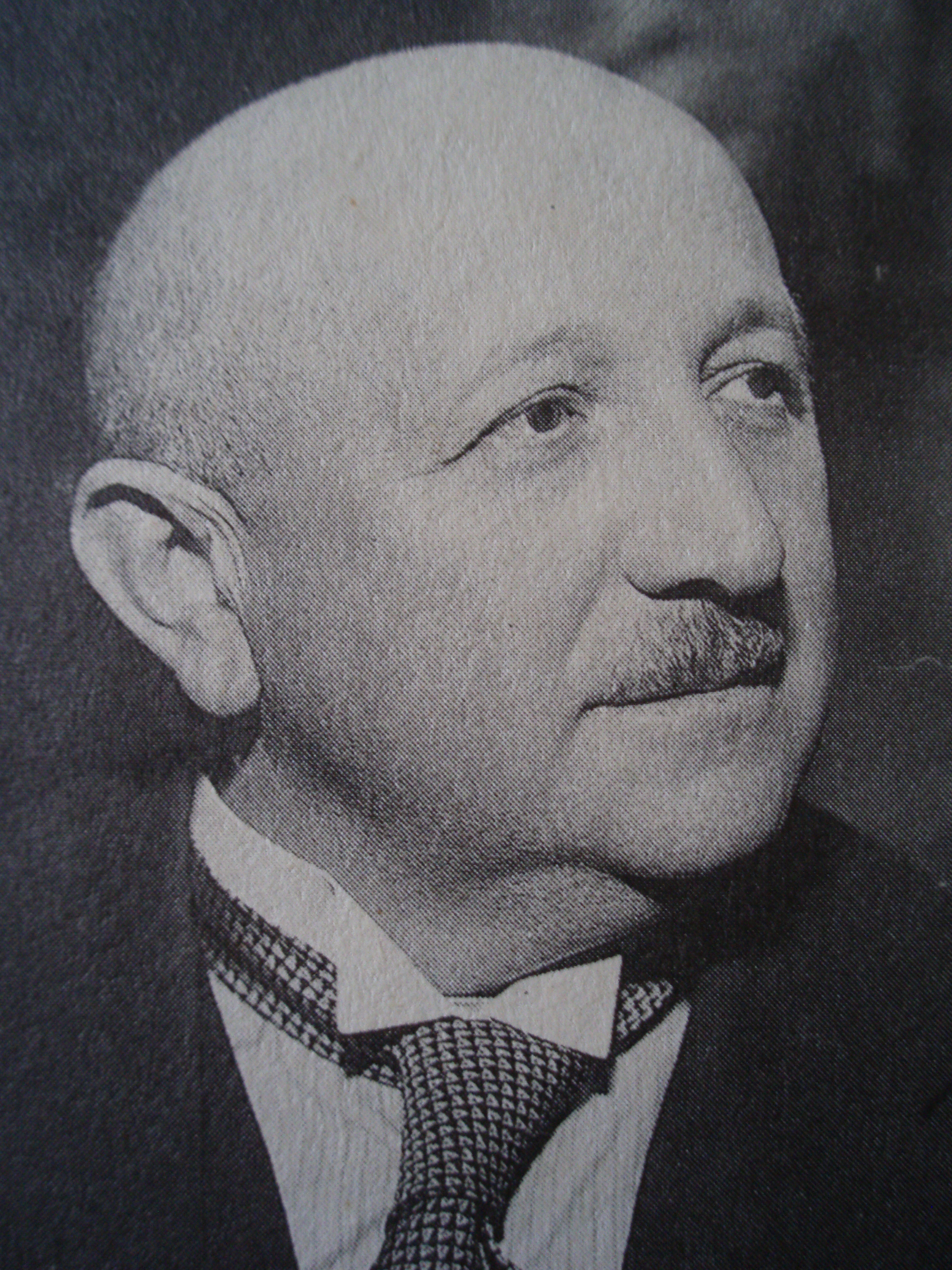
Rudolf Beran (* 28. prosince)

- 01. ledna – Rudolf Smetánka, voják a politik († 1958)
- 05. ledna – Oldřich Blažíček, malíř († 3. května 1953)
- 08. ledna – Miloš Seifert, zakladatel československého Woodcraftu († 3. prosince 1941)
- 16. ledna – Hugo Sáňka, legionář, středoškolský profesor, překladatel a jazykovědec († 8. června 1971)
- 21. ledna – Karla Vobišová-Žáková, sochařka († 7. června 1961)
- 29. ledna – Ferdinand Veverka, diplomat a politik († 7. dubna 1981)
- 01. února – Eduard Hnilička, architekt a grafik († 10. dubna 1967)
- 04. února – František Salesius Frabša, politik, novinář, spisovatel a překladatel († 10. června 1956)
- 08. února – Fritz Tampe, děčínský sochař († červenec 1945)
- 23. února – Julius Pelikán, sochař a medailér († 17. února 1969)
- 03. března – Josef Velenovský, písecký malíř a fotograf († 27. května 1967)
- 08. března – Marek Čulen, politik, ministr zemědělství Slovenské republiky († 26. prosince 1957)
- 10. března – Anatol Provazník, hudební skladatel a varhaník († 24. listopadu 1950)
- 17. března – Karel Vaněk, novinář, fejetonista a spisovatel († 18. července 1933)
- 20. března – Pavel Jáchym Šebesta, misionář, etnograf, antropolog a lingvista († 17. září 1967)
- 23. března – Josef Čapek, malíř, spisovatel a fotograf († duben 1945)
- 11. dubna
  - Vojtěch Martínek, spisovatel, literární kritik a publicista († 25. dubna 1960)
  - Míla Pačová, herečka († 20. března 1957)
- 18. dubna
  - Alois Krčmář, malíř († 20. února 1961)
  - Marek Gažík, politik, ministr a poslanec († 21. září 1947)
- 24. dubna – Jiří Steimar, herec († 16. prosince 1968)
- 25. dubna – Jan Autengruber, malíř († 15. července 1920)
- 28. dubna – Emil Hlavica, sochař, malíř, grafik a ilustrátor († 7. dubna 1952)
- 09. května – František Pala, hudební vědec († 26. května 1964)
- 13. května – Jan Satorie, legionář a brigádní generál († 30. dubna 1949)
- 17. května – Jan Bartoš, spisovatel a literární historik († 7. října 1955)
- 21. května – Eberhard Harzer, 47. opat cisterciáckého kláštera v Oseku u Duchcova († 2. listopadu 1949)
- 22. května – Otto Pick, pražský, německy píšící novinář, spisovatel a básník († 25. října 1940)
- 27. května
  - Alois Kubíček, architekt, památkář, historik architektury († 8. ledna 1970)
  - F. Háj, pseudonym spisovatelky Marie Wagnerové, roz. Černé († 25. července 1934)
- 02. června – Bedřich Homola, generál, legionář († 5. ledna 1943)
- 03. června – Emil Axman, hudební skladatel († 25. ledna 1949)
- 12. června – František Zuska, malíř, sochař a medailér († 27. ledna 1955)
- 15. června – Alois Bílek, malíř, grafik, ilustrátor a architekt († 18. ledna 1961)
- 16. června – Josef Zadina, prvorepublikový ministr zemědělství († 9. srpna 1957)
- 28. června
  - Jarmila Hašková, novinářka, prozaička, manželka Jaroslava Haška († 20. září 1931)
  - Boleslav Vomáčka, hudební kritik a skladatel († 7. července 1978)
- 02. července – Bohumil Sláma, architekt († 21. dubna 1961)
- 03. července – Arnold Jirásek, chirurg († 28. července 1960)
- 05. července – František Xaver Margold, malíř a restaurátor († 16. října 1967)
- 06. července – Metoděj Vlach, konstruktér, letec a cestovatel († 8. února 1952)
- 13. července
  - Jan Dokulil, učitel, národopisec, vlastivědec, muzejník a spisovatel († 10. září 1967)
  - Robert Land, filmový režisér († 1940)
- 16. července – Vladimír Jindřich Bufka, fotograf († 23. května 1916)
- 20. července – Stanislav Bechyně, architekt a pedagog († 15. října 1973)
- 26. července – Emil Václav Müller, hudební skladatel († 9. dubna 1974)
- 14. srpna – Jiří Červený, kabaretiér, spisovatel a skladatel († 6. května 1962)
- 26. srpna – Jaroslav Mellan, advokát, dramatik, divadelní herec († 23. listopadu 1961)
- 13. září – Josef Macek, ekonom a politik († 19. února 1972)
- 25. září – Karl Ernstberger, architekt německé národnosti († 25. listopadu 1972)
- 29. září – Andula Sedláčková, divadelní a filmová herečka († 24. listopadu 1967)
- 30. září – Oskar Brázda, malíř († 19. prosince 1977)
- 05. října – František Bořek-Dohalský, šlechtic, člen protinacistického odboje a diplomat († 3. ledna 1951)
- 06. října – Maria Jeritza, Marie Jedličková, operní pěvkyně († 10. července 1982)
- 15. října – Bedřich Karen, divadelní a filmový herec († 21. srpna 1964)
- 29. října – Josef Jambor, malíř, krajinář († 17. září 1964)
- 01. listopadu – Karel Bíbr, architekt, projektant a stavitel († 19. března 1972)
- 02. listopadu – Karel Stloukal, historik a archivář († 19. listopadu 1957)
- 06. listopadu – Ladislav Žemla, tenista († 18. června 1955)
- 12. listopadu – Jan Dvořáček, ministr průmyslu, obchodu a živností († 22. července 1956)
- 22. listopadu
  - Záboj Bláha-Mikeš, hudební skladatel († 3. dubna 1957)
  - Leoš Kubíček, sochař a řezbář († 3. listopadu 1974)
- 24. listopadu – Václav Münzberger, kameraman a příležitostný filmový herec († 18. června 1956)
- 02. prosince
  - František Kubač, politik a předseda Slovenské národní rady († 15. června 1958)
  - Viktor Veselý, právník, klavírista, hudební skladatel a pedagog († 10. července 1966)
  - Ondřej Mézl, generál, legionář, velitel čs. vojenských misí v zahraničí († 6. září 1968)
- 06. prosince – Otto Kohn, architekt († 10. července 1965)
- 13. prosince – Štefan Major, politik maďarské národnosti a diplomat († 19. září 1963)
- 16. prosince
  - Johann Radon, rakouský matematik († 25. května 1956)
  - Lev Sychrava, právník, novinář a politik († 4. ledna 1958)
- 17. prosince – Josef Lada, malíř, ilustrátor, scénograf a spisovatel († 14. prosince 1957)
- 28. prosince – Rudolf Beran, česko-slovenský ministerský předseda († 28. února 1954)
- 31. prosince – Silvestr Bláha, legionář, generál († 6. listopadu 1946)
- neznámé datum – Ernst Frischer, politik a předseda Židovské strany († 1954)

### Svět

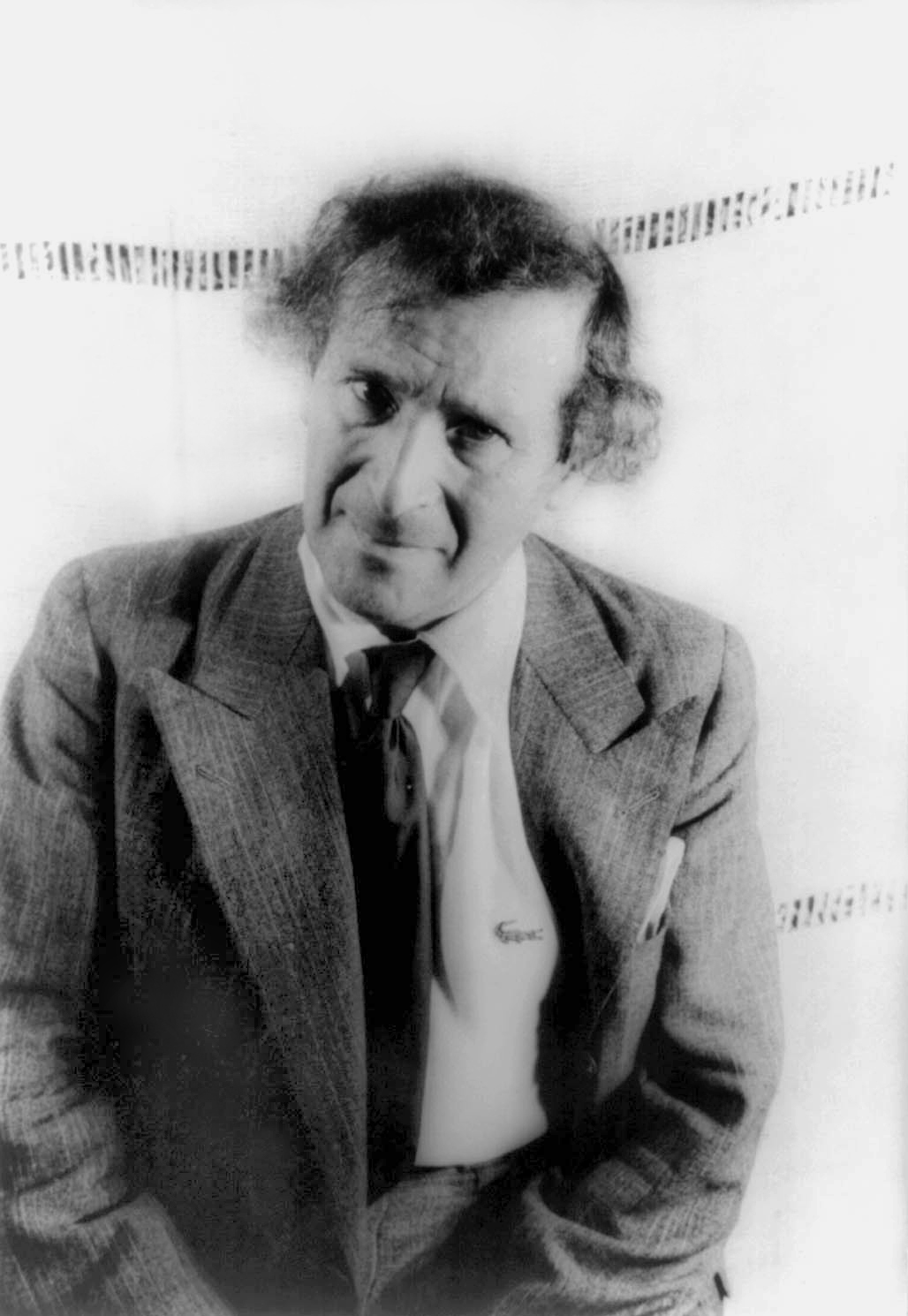
Marc Chagall (* 6. července)

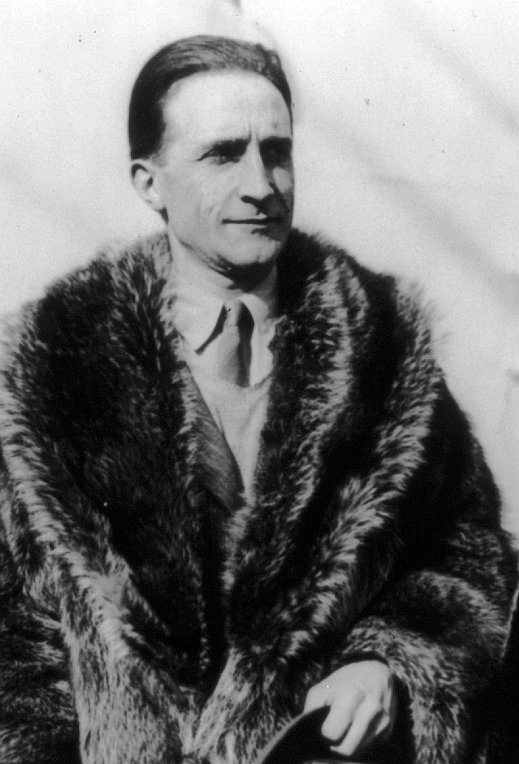
Marcel Duchamp (* 28. července)

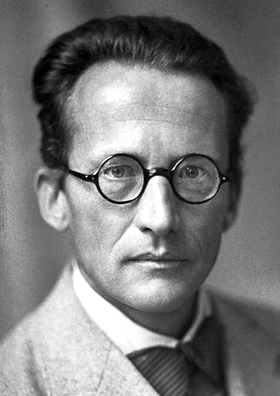
Erwin Schrödinger (* 12. srpna)

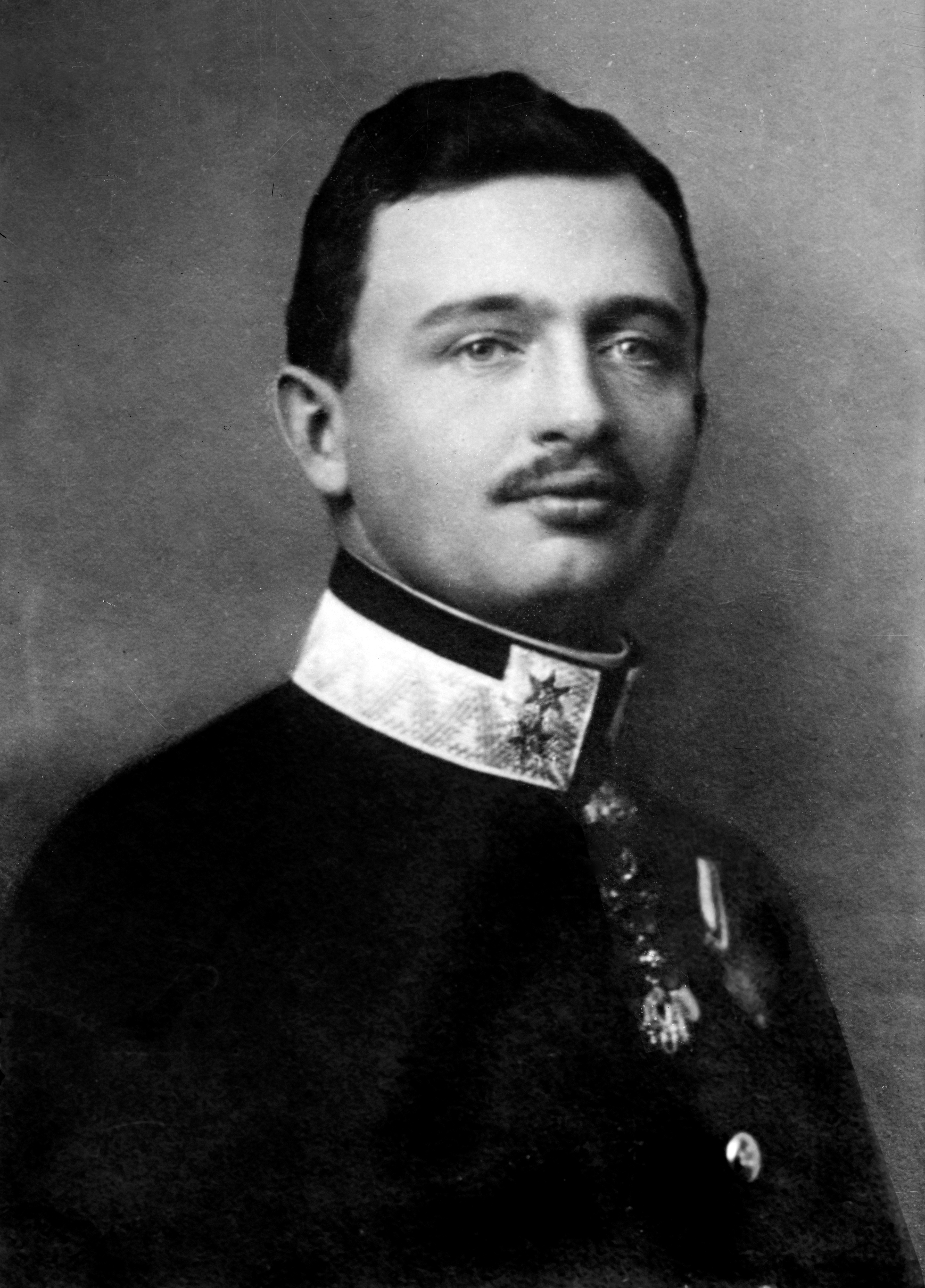
Karel I. (* 17. srpna)

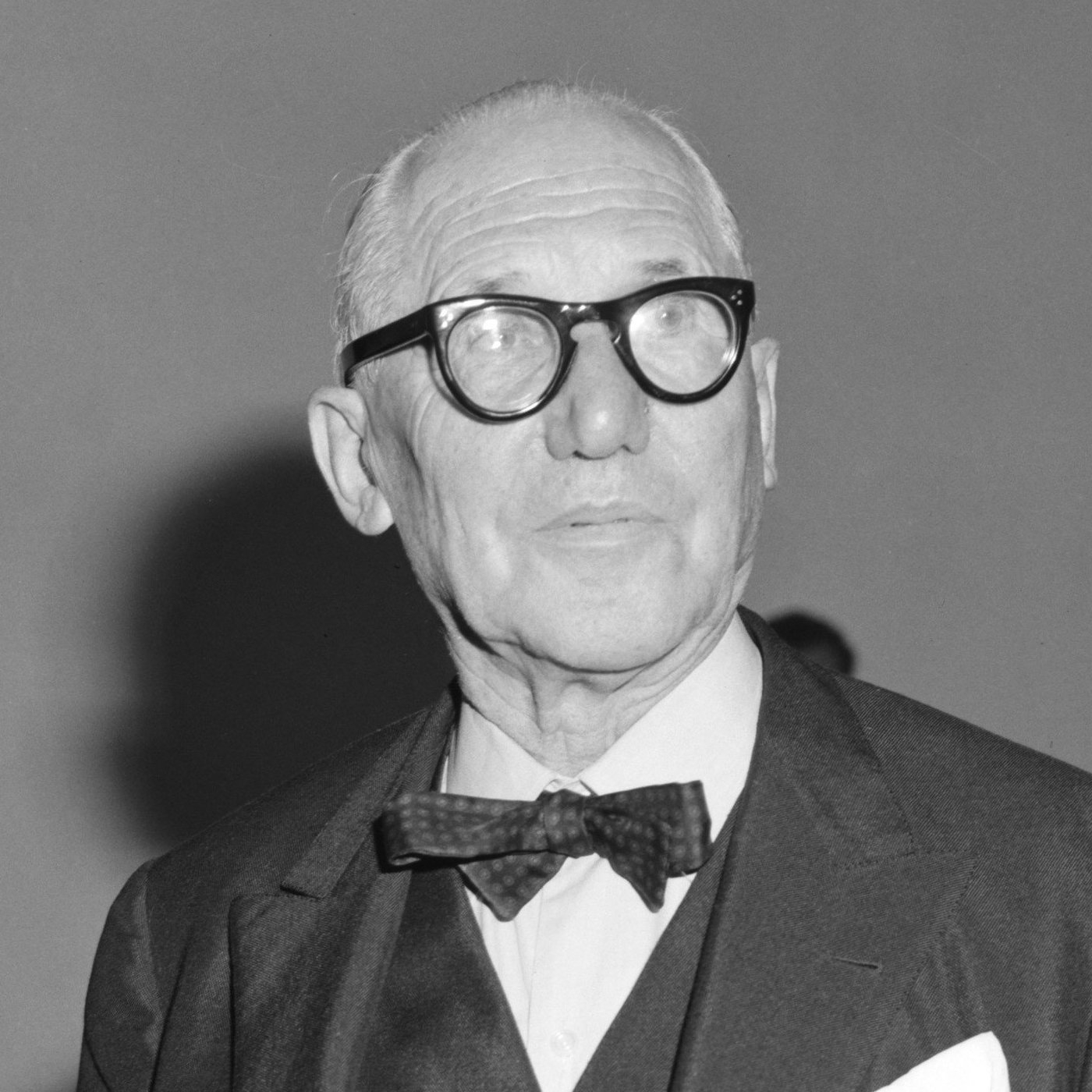
Le Corbusier (* 6. října)

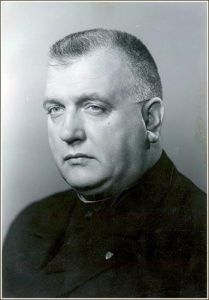
Jozef Tiso (* 13. října)

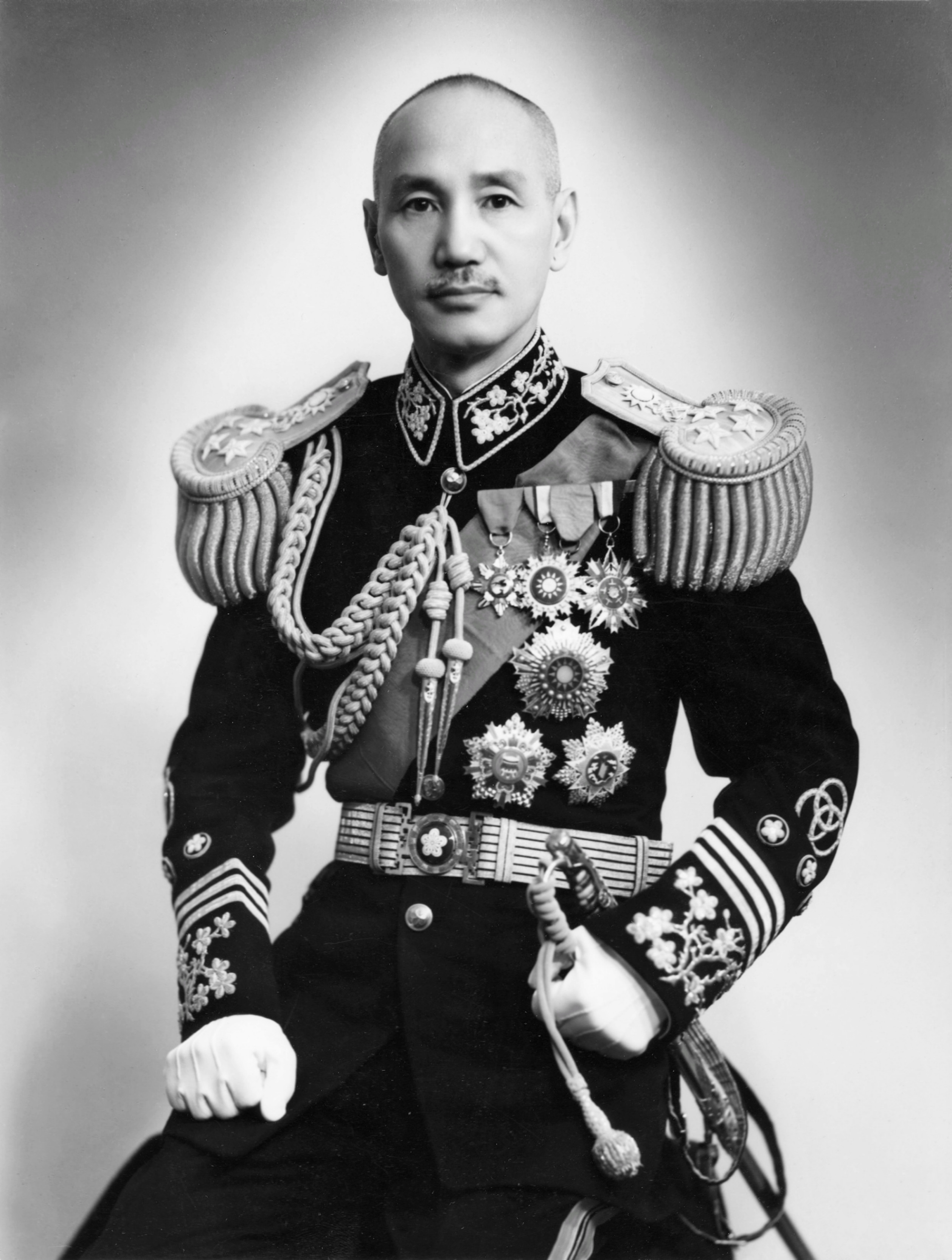
Čankajšek (* 31. října)

- 1. ledna – Wilhelm Canaris, německý admirál, vedoucí Abwehru, vojenské zpravodajské služby († 9. dubna 1945)
- 3. ledna – August Macke, německý expresionistický malíř († 26. září 1914)
- 10. ledna – Robinson Jeffers, americký básník († 20. ledna 1962)
- 13. ledna – Hedd Wyn, velšský básník († 31. července 1917)
- 14. ledna – Hugo Steinhaus, polský matematik († 25. února 1972)
- 21. ledna – Wolfgang Köhler, německý psycholog († 11. června 1967)
- 25. ledna
  - Max Schulze-Sölde, německý malíř († 1. července 1967)
  - Berl Kacnelson, zakladatel dělnického sionismu († 12. srpna 1944)
- 26. ledna – François Faber, lucemburský cyklista († 9. května 1915)
- 28. ledna – Arthur Rubinstein, polsko-americký klavírista († 20. prosince 1982)
- 29. ledna – René Spitz, rakouský psychoanalytik († 11. září 1974)
- 2. února – Violet Wegnerová, princezna černohorská († 17. října 1960)
- 3. února – Georg Trakl, rakouský básník († 3. listopadu 1914)
- 4. února – Ijasu V., etiopský císař († 25. listopadu 1935)
- 5. února – Albert Paris Gütersloh, rakouský malíř a spisovatel († 16. května 1973)
- 6. února – Joseph Frings, kolínský arcibiskup a kardinál († 17. prosince 1978)
- 7. února – Leo Spitzer, rakousko-americký, filolog, historik a literární kritik († 16. září 1960)
- 9. února – Vasilij Ivanovič Čapajev, sovětský vojevůdce z Ruské občanské války († 5. září 1919)
- 10. února – Karl Zuchardt, německý spisovatel a dramatik († 12. listopadu 1968)
- 11. února – Dmitrij Bogrov, ruský revolucionář († 24. září 1911)
- 22. února – Savielly Tartakower, šachový velmistr a teoretik († 4. února 1956)
- 25. února – Ewald Mataré, německý sochař a malíř († 28. března 1965)
- 3. března – Lincoln Beachey, americký průkopník letectví († 14. března 1915)
- 5. března – Heitor Villa-Lobos, brazilský violoncellista, kytarista, klarinetista, klavírista, dirigent a skladatel († 17. listopadu 1959)
- 8. března – Arnold Topp, německý malíř († ?)
- 10. března – Tošicugu Takamacu, učitel bojových umění († 2. dubna 1972)
- 13. března – Alexander Vandegrift, americký generál († 8. května 1973)
- 20. března – Joseph Orbeli, ruský orientalista arménského původu († 2. února 1961)
- 21. března
  - Erich Mendelsohn, architekt německého původu († 15. září 1953)
  - Edwin Scharff, německý sochař († 18. května 1955)
- 23. března
  - Juan Gris, španělský malíř († 11. května 1927)
  - Felix Felixovič Jusupov, ruský kníže, vrah Rasputina († 27. září 1967)
- 24. března – Roscoe Arbuckle, americký herec († 29. června 1933)
- 25. března – Čúiči Nagumo, admirál japonského císařského námořnictva († 6. července 1944)
- 31. března – José María Usandizaga, španělský hudební skladatel a klavírista († 5. října 1915)
- 1. dubna – Leonard Bloomfield, americký jazykovědec († 18. dubna 1949)
- 3. dubna – Dagobert Peche, rakousky designér († 16. dubna 1923)
- 7. dubna – Charles Seymour Wright, kanadský fyzik, voják a polárník († 1. listopadu 1975)
- 11. dubna – John George Phillips, starší telegrafista na Titanicu († 15. dubna 1912)
- 16. dubna – Timofej Sapronov, bolševickýrevolucionář a sovětský politik († 28. září 1937)
- 17. dubna – Clodomiro Picado Twight, kostarický vědec († 16. května 1944)
- 21. dubna – Alexandra Viktorie Šlesvicko-Holštýnsko-Sonderbursko-Glücksburská, pruská princezna († 15. dubna 1957)
- 22. dubna – Harald Bohr, dánský matematik († 22. ledna 1951)
- 23. dubna – Edward Adams, americký bankovní lupič († 22. listopadu 1921)
- 29. dubna – Frederik Jacobus Johannes Buytendijk, holandský biolog, antropolog a psycholog († 21. října 1974)
- 1. května – Pinchas Rosen, izraelský ministr spravedlnosti († 3. května 1978)
- 4. května – Wacław Grzybowski, polský politik a filozof († 30. prosince 1959)
- 7. května – Henri Pourrat, francouzský spisovatel, sběratel lidových příběhů a pohádek († 16. července 1959)
- 9. května – Francisco Alonso, španělský hudební skladatel († 18. května 1948)
- 16. května – Jakob van Hoddis, německý expresionistický básník († 1942)
- 19. května – Gregorio Marañón, španělský lékař, psycholog, přírodovědec, historik a spisovatel († 27. března 1960)
- 18. května – Ernst Wiechert, německy píšící spisovatel († 24. srpna 1950)
- 23. května – Thoralf Skolem, norský matematik († 23. března 1963)
- 25. května
  - Dragiša Brašovan, srbský architekt († 6. října 1965)
  - Pio z Pietrelciny, italský katolický světec († 23. září 1968)
- 29. května – Louis Leon Thurstone, americký psycholog, statistik, psychometrik († 30. září 1955)
- 30. května – Alexander Archipenko, ukrajinsko americký sochař a grafik († 25. února 1964)
- 31. května – Saint-John Perse, francouzský diplomat a básník, nositel Nobelovy ceny († 20. září 1975)
- 5. června – Ruth Benedictová, americká kulturní antropoložka († 17. září 1948)
- 6. června – Nikola Miličević, chorvatský astronom († 3. června 1963)
- 7. června – Sydir Kovpak, sovětský generál během druhé světové války, dvojnásobný Hrdina Sovětského svazu († 11. prosince 1967)
- 12. června – Julius Pokorny, německý jazykovědec († 8. dubna 1970)
- 20. června
  - Richard Kaufmann, izraelský architekt († 3. února 1958)
  - Kurt Schwitters, německý malíř, básník a reklamní grafik († 8. ledna 1948)
- 21. června – Hastings Lionel Ismay, britský generál, první generální tajemník NATO († 17. prosince 1965)
- 22. června – Julian Huxley, anglický evoluční biolog († 14. února 1975)
- 24. června – Frigyes Karinthy, maďarský spisovatel († 29. srpna 1938)
- 7. července – Marc Chagall, bělorusko-francouzský malíř († 28. března 1985)
- 17. července – Jack Conway, americký filmový režisér, producent a herec († 11. října 1952)
- 18. července – Vidkun Quisling, norský fašistický politik († 24. října 1945)
- 22. července – Gustav Ludwig Hertz, německý fyzik, nositel Nobelovy ceny († 30. října 1975)
- 26. července – Pjotr Aršinov, ruský revolucionář († 9. září 1938)
- 28. července
  - Max Burchartz, německý grafik, typograf a fotograf († 31. ledna 1961)
  - Marcel Duchamp, francouzský výtvarník († 2. října 1968)
  - Tecu Katajama, 3. premiér Japonska († 30. května 1978)
- 29. července – Sigmund Romberg, americký skladatel maďarského původu († 9. listopadu 1951)
- 31. července – Micuru Ušidžima, japonský generál († 22. června 1945)
- 11. srpna – Friedrich Zander, německý raketový konstruktér († 28. března 1933)
- 12. srpna – Erwin Schrödinger, rakouský teoretický fyzik († 4. ledna 1961)
- 17. srpna
  - Karel I., poslední císař rakouský, král český a uherský († 1. dubna 1922)
  - Marcus Garvey, jamajský novinář, předchůdce panafrického hnutí († 10. června 1940)
- 20. srpna
  - Otto Gleichmann, německý malíř († 2. listopadu 1963)
  - Phan Khôi, vietnamský novinář, disident a spisovatel († 16. ledna 1959)
- 27. srpna – Jiří Karađorđević, srbský korunní princ († 17. října 1972)
- 30. srpna – Kalle Anttila, finský zápasník, olympijský vítěz († 1. ledna 1975)
- 1. září – Blaise Cendrars, švýcarský spisovatel († 21. ledna 1961)
- 3. září – Ludwig Gies, německý sochař († 27. ledna 1966)
- 7. září – Edith Sitwell, anglická básnířka († 9. prosince 1964)
- 10. září – Giovanni Gronchi, 3. prezident Itálie († 17. října 1978)
- 13. září
  - Lancelot Holland, britský admirál († 24. května 1941)
  - Leopold Ružička, chorvatský chemik, nositel Nobelovy ceny († 26. září 1976)
- 14. září – Karl Taylor Compton, americký fyzik († 22. června 1954)
- 16. září – Nadia Boulangerová, francouzská hudební pedagožka, dirigentka, skladatelka († 22. října 1979)
- 19. září – Lovie Austin, americká klavíristka († 10. července 1972)
- 20. září – Erich Hecke, německý matematik († 13. února 1947)
- 21. září – Josef Harpe, německý generál Wehrmachtu za druhé světové války († 14. března 1968)
- 23. září – Alfieri Maserati, italský automobilový závodník a konstruktér († 3. března 1932)
- 26. září – Barnes Wallis, britský vědec a vynálezce († 30. října 1979)
- 28. září – Avery Brundage, americký atlet, sportovní funkcionář, sběratel umění († 8. května 1975)
- 29. září – Billy Bevan, australský komik († 26. listopadu 1957)
- 1. října – Hector Hodler, švýcarský esperantista († 3. dubna 1920)
- 2. října – Violet Jessop, britská stevardka, přežila ztroskotání tří lodí († 5. května 1971)
- 5. října – René Cassin, francouzský politik († 20. února 1976)
- 6. října
  - Le Corbusier, švýcarský architekt, urbanista, teoretik a malíř († 27. srpna 1965)
  - Martín Luis Guzmán, mexický prozaik a novinář († 22. prosince 1976)
- 12. října – Paula von Preradović, rakouská spisovatelka († 25. května 1951)
- 13. října – Jozef Tiso, slovenský prezident († 18. dubna 1947)
- 22. října – John Reed, americký novinář, básník a komunistický aktivista († 19. října 1920)
- 24. října – Viktorie z Battenbergu, španělská královna († 15. dubna 1969)
- 27. října – Arvo Henrik Ylppö, finský pediatr († 27. ledna 1992)
- 30. října
  - Georg Heym, německý básník († 16. ledna 1912)
  - Paul Valéry, francouzský básník a spisovatel († 20. července 1945)
- 31. října – Čankajšek, vůdce Kuomintangu, prezident Čínské republiky († 5. dubna 1975)
- 2. listopadu – Hamide Ayşe Sultan, osmanská princezna, spisovatelka († 10. srpna 1960)
- 5. listopadu – Paul Wittgenstein, rakouský jednoruký pianista († 3. března 1961)
- 10. listopadu – Arnold Zweig, německý prozaik a dramatik († 26. listopadu 1968)
- 11. listopadu – Walther Wever, německý generál, šéf říšského ministerstva letectví († 3. června 1936)
- 14. listopadu – Lajos Áprily, maďarský básník a překladatel († 6. srpna 1967)
- 15. listopadu
  - Georgia O'Keeffe, americká malířka († 6. března 1986)
  - Hitoši Ašida, japonský politik († 20. června 1959)
  - Klement Šilinger, slovenský architekt († 15. ledna 1951)
- 17. listopadu
  - Arnošt August Brunšvický, poslední brunšvický vévoda († 23. ledna 1953)
  - Bernard Montgomery, britský polní maršál († 24. března 1976)
- 18. listopadu – Felice Bauerová, snoubenka Franze Kafky († 15. října 1960)
- 19. listopadu – James Batcheller Sumner, americký chemik, nositel Nobelovy ceny († 12. srpna 1955)
- 21. listopadu – Michal Arturovič Zimmermann, ruský právník žijící v Čechách († 28. května 1935)
- 23. listopadu
  - Boris Karloff, anglický herec († 2. února 1969)
  - Henry Moseley, britský fyzik († 10. srpna 1915)
- 24. listopadu – Erich von Manstein, německý polní maršál za druhé světové války († 10. června 1973)
- 25. listopadu – Nikolaj Vavilov, sovětský biolog († 26. ledna 1943)
- 28. listopadu – Ernst Röhm, zakladatel polovojenských oddílů SA († 2. července 1934)
- listopad – Vadim Podbělskij, revolucionář, sovětský státník († 25. února 1920)
- 3. prosince – Naruhiko Higašikuni, první premiér Japonska po druhé světové válce († 20. ledna 1990)
- 6. prosince – Heinrich von Vietinghoff, německý generálplukovník za druhé světové války († 23. února 1952)
- 13. prosince – George Pólya, maďarský matematik († 7. září 1985)
- 16. prosince – Adone Zoli, premiér Itálie († 20. února 1960)
- 17. prosince – Arthur Omre, norský spisovatel († 16. srpna 1967)
- 22. prosince – Srinivasa Ramanujan, indický matematik († 26. dubna 1920)
- 28. prosince – Walter Ruttmann, německý filmový režisér († 15. července 1941)
- neznámé datum
  - Cvi Jehuda, izraelský politik († 3. října 1965)
  - Joe Masseria, mafiánský boss v New Yorku († 15. dubna 1931)
  - Charlie Patton, americký bluesový kytarista a zpěvák († 28. dubna 1934)

## Úmrtí
Automatický abecedně řazený seznam existujících biografií viz Kategorie:Úmrtí v roce 1887

### Česko

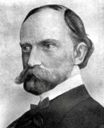
Jindřich Jaroslav Clam-Martinic († 5. června)

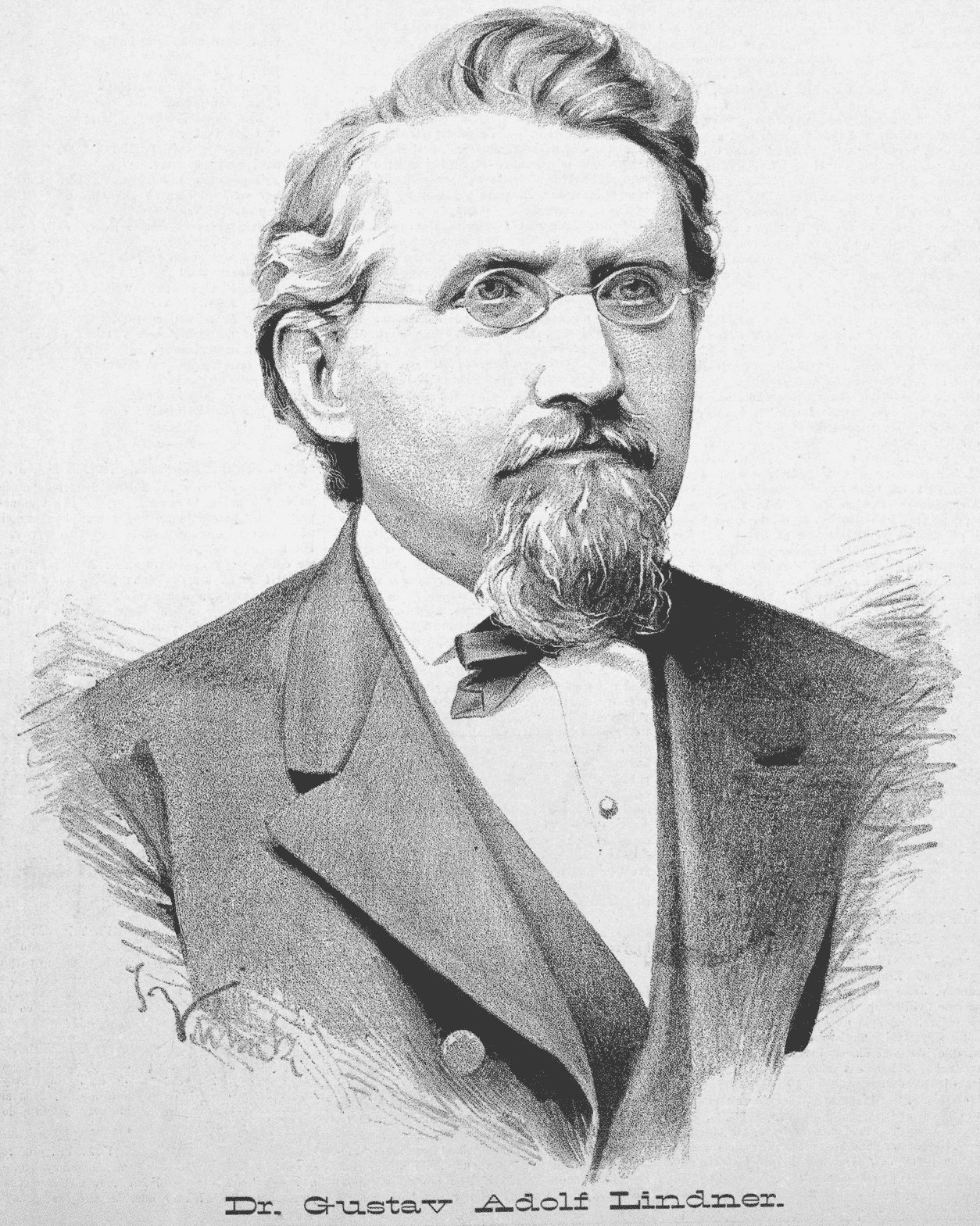
Gustav Adolf Lindner († 16. října)

- 27. ledna – František Gregora, hudební skladatel (* 9. ledna 1819)
- 30. ledna – Ferdinand Čenský, důstojník, spisovatel a novinář (* 29. května 1829)
- 31. ledna
  - Josef Zít, pediatr (* 24. března 1850)
  - Jan Bohuslav Miltner, středoškolský profesor a historik (* 31. března 1841)
- 11. února
  - Edmund Schebek, pražský právník a historik (* 22. října 1819)
  - Josef Huleš, pražský purkmistr (* 31. prosince 1813)
- 15. února – František Pštross, pražský podnikatel a komunální politik (* 3. listopadu 1797)
- 7. března – Ferdinand Arlt, profesor oftalmologie v Praze a Vídni (* 18. dubna 1812)
- 9. března – Friedrich Wiener, rakouský a český právník a politik německé národnosti (* 20. listopadu 1817)
- 31. března – Jan Streng, profesor porodnictví a rektor Univerzity Karlovy (* 10. května 1817)
- 22. dubna – Terezie Masaryková, matka prezidenta Tomáše Garrigue Masaryka (* 4. srpna 1813)
- 8. května
  - Georg Löw, poslanec Českého zemského sněmu (* 26. srpna 1830)
  - Josef Leander Beneš, právník a pedagog (* 27. února 1830)
- 9. května – Antonín Skřivan, pedagog a odborník v oboru obchodu a účetnictví (* 7. dubna 1818)
- 15. května – Alfred Skene, brněnský starosta (* 15. května 1815)
- 21. května – Josef Říha, právník a regionální politik (* 1. prosince 1830)
- 22. května – Josef Hamerník, lékař, profesor Univerzity Karlovy (* 18. srpna 1810)
- 26. května – Jindřich Blažej Vávra, lékař, cestovatel a botanik (* 2. února 1831)
- 31. května – Richard Dotzauer, podnikatel a politik (* 25. července 1816)
- 5. června – Jindřich Jaroslav Clam-Martinic, politik (* 15. června 1826)
- 14. června – Ignác Vondráček, ostravský důlní podnikatel (* 13. ledna 1819)
- ? červen – Čeněk Paclt, cestovatel (14. července 1813)
- 28. července – Jan Machytka, architekt (* 14. března 1844)
- 1. srpna – Jan Krejčí, geolog (* 28. února 1825)
- 9. srpna
  - Karel Vít Hof, historik, novinář a spisovatel (* 16. července 1826)
  - Václav Štulc, kněz a spisovatel (* 20. prosince 1814)
- 12. srpna – Josef Arnold, rakouský stavitel a kameník (* 24. prosince 1824)
- 16. srpna – Ferdinand Pravoslav Náprstek, podnikatel, mecenáš hudby a divadla (* 24. května 1824)
- 22. srpna – Ruprecht F. X. Smolík, kněz, profesor Univerzity Karlovy, opat a politik (* 5. října 1832)
- 24. srpna – Berta Mühlsteinová, básnířka a spisovatelka (* 30. července 1841)
- 24. srpna – Jan Erazim Sojka, básník, spisovatel a novinář (* 2. prosince 1826)
- 2. září – Anton von Jaksch, česko-rakouský lékař, profesor Univerzity Karlovy (* 10. dubna 1810)
- 14. září – Karel Navrátil, kněz a historik (* 29. října 1830)
- 19. září
  - Rudolf Pokorný, básník a překladatel (* 18. dubna 1853)
  - Ferdinand Vališ, pivovarský podnikatel, starosta Prahy (* 12. srpna 1843)
- 9. října
  - Maurice Strakosch, americký hudebník a impresário českého původu (* 15. ledna 1825)
  - Karel Linha, právník, veřejný činitel, starosta Sokola (* 20. října 1833)
- 15. října – Antonín Javůrek, právník a hudební skladatel (* 13. června 1834)
- 16. října – Gustav Adolf Lindner, pedagog (* 11. března 1828)
- 27. října
  - Ferdinand Urbánek, cukrovarnický podnikatel (* 19. května 1821)
  - Jiří Krouský, český lektor těsnopisu (* 24. dubna 1812)
- 17. prosince – Štěpán Bačkora, pedagog (* 2. července 1813)
- 26. prosince – Václav Šimerka, kněz, matematik, fyzik a filosof (* 20. prosince 1819)

### Svět

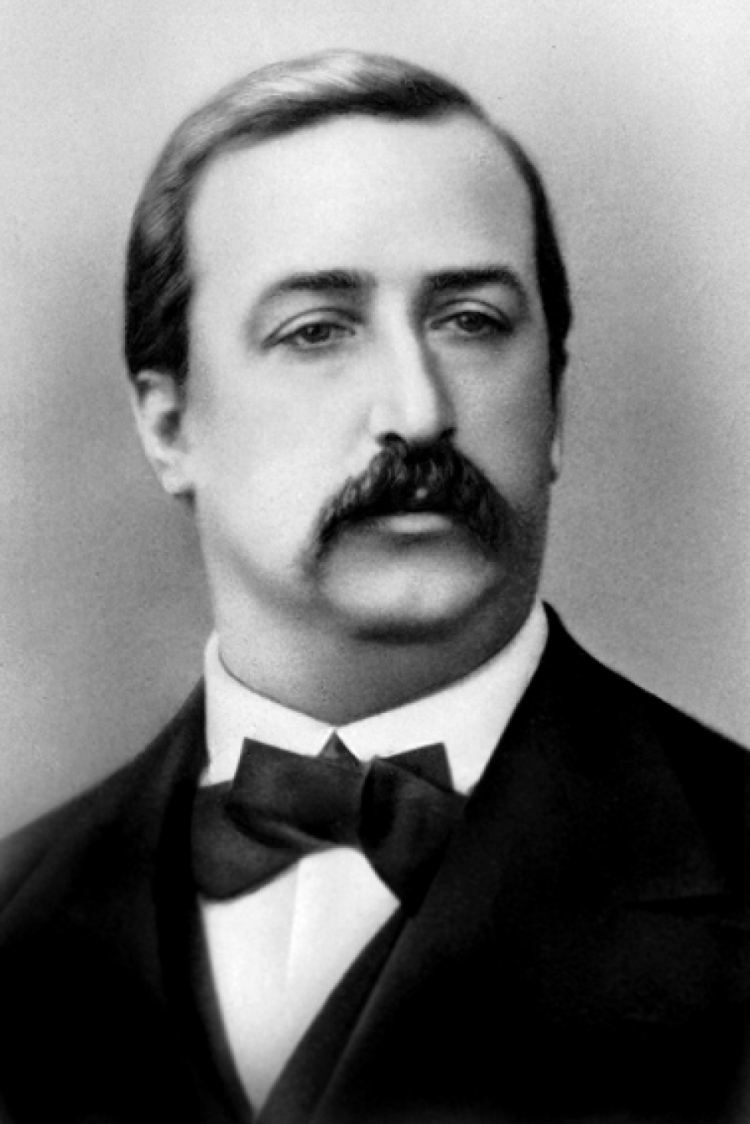
Alexandr Porfirjevič Borodin († 27. února)

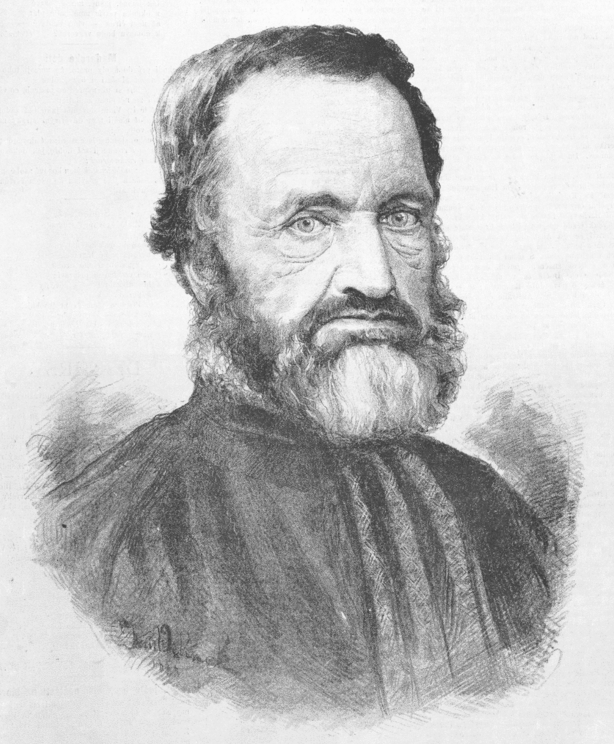
Čeněk Paclt

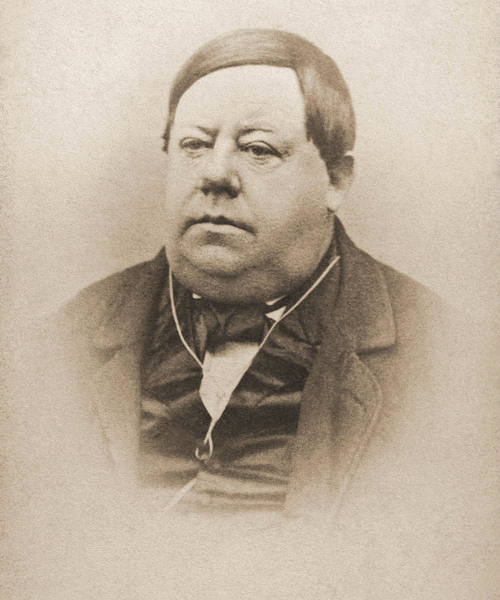
Josef Groll († 22. října)

- 20. ledna – Adam Gifford, skotský soudce a politik (* 29. února 1820)
- 22. ledna – Joseph Whitworth, anglický konstruktér a vynálezce (* 21. prosince 1803)
- 14. ledna – Friedrich von Amerling, rakousko-maďarský malíř(* 14. dubna 1803)
- 5. února – Peder Balke, norský malíř (* 4. listopadu 1804)
- 19. února – Multatuli neboli Eduard Douwes Dekker, nizozemský koloniální úředník a spisovatel (* 2. března 1820)
- 27. února – Alexandr Porfirjevič Borodin, ruský hudební skladatel (* 12. listopadu 1833)
- 2. března – August Wilhelm Eichler, německý botanik (* 22. dubna 1839)
- 8. března – Paul Féval starší, francouzský spisovatel (* 29. září 1816)
- 19. března – Józef Ignacy Kraszewski, polský národní buditel, historik, spisovatel (* 28. července 1812)
- 27. března – Koloman Banšell, slovenský básník a literární teoretik (* 26. srpna 1850)
- 28. března – Ditlev Gothard Monrad, dánský politik a biskup (* 24. listopadu 1811)
- 31. března – František de Paula z Lichtenštejna, rakouský šlechtic a generál (* 25. února 1802)
- 5. dubna – Ivan Nikolajevič Kramskoj, ruský malíř (* 8. června 1837)
- 14. května – Hippolyte Bayard, francouzský fotograf a vynálezce (* 20. ledna 1801)
- 17. května – C. F. W. Walther, německý teolog (* 25. října 1811)
- 3. června – Carol Szathmari, rumunský malíř, tiskař a fotograf (* 11. ledna 1812)
- 4. června – William A. Wheeler, americký bankéř a státník (* 30. června 1819)
- 5. června – Hans von Marées, německý malíř (* 24. prosince 1837)
- 22. června – Eugenie Marlittová, německá spisovatelka (* 5. prosince 1825)
- 13. července – Friedrich August Kekulé, německý organický chemik (* 7. září 1829)
- 14. července
  - Alfred Krupp, německý průmyslník a vynálezce (* 26. dubna 1812)
  - František Stejskal-Lažanský, vídeňský český novinář (* 1844)
- 18. srpna – John Palliser, irský geograf a objevitel (* 29. ledna 1817)
- 23. srpna – Sarah Yorke Jacksonová, snacha 7. prezidenta USA Andrewa Jacksona, první dáma USA (* 16. července 1803)
- 10. září – Samo Tomášik, slovenský spisovatel a básník (* 8. února 1813)
- 19. října – José Rodrigues, portugalský malíř (* 16. července 1828)
- 22. října – Josef Groll, bavorský sládek, tvůrce piva plzeňského typu (* 21. srpna 1813)
- 27. října – Karl Friedrich Ludwig Goedeke, německý spisovatel (* 15. dubna 1814)
- 6. listopadu – Eugène Pottier, francouzský básník a revolucionář (* 4. října 1816)
- 8. listopadu – Doc Holliday, americký pistolník (* 14. srpna 1851)
- 16. listopadu – Fran Levstik, slovinský spisovatel, básník a žurnalista (* 28. září 1831)
- 19. listopadu – Emma Lazarus, židovská básnířka, novinářka a překladatelka (* 22. července 1849)
- 25. listopadu – Adolf Peter Záturecký, slovenský pedagog, sběratel slovenské lidové slovesnosti († 1. června 1904)
- 20. prosince – Karl Fidler, ministr kultu a vyučování Předlitavska (* 1818)
- 22. prosince – Ferdinand Vandeveer Hayden, americký geolog (* 7. září 1829)
- 25. prosince – Johann Jakob Bachofen, švýcarský právník a historik (* 22. prosince 1815)
- neznámé datum
  - Thomas Annan, skotský fotograf (* 1829)
  - David Wilkie Wynfield, britský malíř a fotograf (* 1837)
  - William Pywell, americký reportážní fotograf (* 9. června 1843)

## Hlavy států

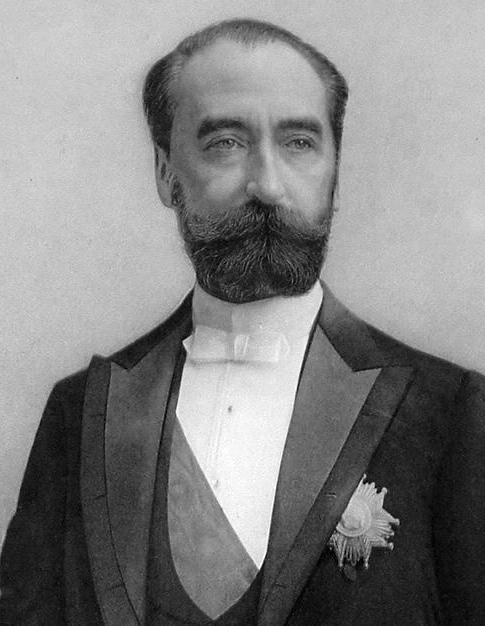
V roce 1887 se Marie François Sadi Carnot stal 5. prezidentem Francie

- České království – František Josef I. (1848–1916)
- Papež – Lev XIII. (1878–1903)
- Království Velké Británie – Viktorie (1837–1901)
- Francie – Jules Grévy (1879–1887) / Marie François Sadi Carnot (1887–1894)
- Uherské království – František Josef I. (1848–1916)
- Rakouské císařství – František Josef I. (1848–1916)
- Rusko – Alexandr III. (1881–1894)
- Prusko – Vilém I. (1861–1888) / Fridrich III. (1888) / Vilém II. Pruský (1888–1918)
- Dánsko – Kristián IX. (1863–1906)
- Švédsko – Oskar II. (1872–1907)
- Belgie – Leopold II. Belgický (1865–1909)
- Nizozemsko – Vilém III. Nizozemský (1849–1890)
- Řecko – Jiří I. Řecký (1863–1913)
- Španělsko – Alfons XIII. Španělský (1886–1931)
- Portugalsko – Ludvík I. Portugalský (1861–1889)
- Itálie – Umberto I. (1878–1900)
- Rumunsko – Karel I. Rumunský (1866–1881 kníže, 1881–1914 král)
- Bulharsko – Ferdinand I. Bulharský (1887–1908 kníže, 1908–1918 car)
- Osmanská říše – Abdulhamid II. (1876–1909)
- USA – Grover Cleveland (1885–1889 a 1893–1897)
- Japonsko – Meidži (1867–1912)